# 五國相王
五国相王，指的是古中国時期中的战国时代中叶五个主要诸侯国互相承认对方君主王位的事件，该事件标志着周天子权威的彻底丧失。
牧野之後，商國的同族徐國率領東方諸國與西周對抗，從現有史載看，最晚在周穆王之時，徐國的徐偃王即已稱王。战国早期，各諸侯國之中仅有楚国及越国僭越称王。
前334年，魏惠王因屡败于齐国和秦国，霸业丧失，为求遏止秦国扩张，在惠施的謀劃下，主动率领韩国等国的国君，前往徐州拜见齐威王，双方互相承认对方的王位，史称徐州相王。
徐州相王引起了秦、楚等传统大国的敌意。楚国立即出兵攻打齐国徐州，希望齐国取消王号。前325年，秦惠文王也自立为王，同年，魏惠王尊韩宣惠王为王。一时各国不论大小纷纷称王，其中甚至包括中山国、宋国等当时的二流国家。前323年，在公孙衍的斡旋下，魏国、韩国、赵国、燕国和中山国结成联盟，各国国君均称王，以对抗秦、齐、楚等大国。齐国对于中山国的王号不满，曾试图联合燕国、赵国攻击中山国以迫使其去王号。各国之中，独有赵武灵王认为赵国实际上没有称王的实力，所以在国内未采用王号，仅称“君”。